# 비선형 동역학
비선형 동역학은 선형, aX + B 형태보다 더 복잡한 방정식으로 제어되는 시스템을 연구하는 물리학의 한 분야이다. 날씨나 뉴런과 같은 비선형 시스템은 종종 혼란스럽고 예측할 수 없거나 반 직관적 인 것처럼 보이지만 그 동작은 무작위로 일어나는 것이 아닌 어떠한 규칙에 의해 일어난다 보고 그 규칙을 연구하는학문이다. 비선형 동역학은 엔지니어, 물리학자, 수학자, 컴퓨터 과학자 및 많은 다른 과학자들에게 중요하다. 왜냐하면 대부분의 시스템은 자연적으로, 본질적으로 비선형적이기 때문이다.
일반적으로 비선형 방식의 동작은 미지수(또는 미분 방정식의 경우 미지의 함수)가 차수 다항식의 변수로 나타나는 일련의 연립 방정식 인 비선형 방정식 시스템에 의해 수학에 설명된다. 방정식에 알려진 선형 함수가 나타나는지 여부에 관계없이 방식을 비선형으로 정의 할 수 있다. 특히 미분 방정식은 미지의 함수와 그 미분에 대해 선형이라면, 선형이다. 다른 변수가 비선형인 경우에도 마찬가지이다.